# کروکیوس
کروکیوس (به هلندی: Cruquius) یک منطقهٔ مسکونی در هلند است که در هارلمرمیر واقع شده‌است. کروکیوس ۱٬۰۴۱ نفر جمعیت دارد.